# Тусовщики з супермаркету
«Тусовщики з супермаркету» (оригінальна назва англ. Mallrats, букв. «Лобуряки») — американська кінокомедія 1995 року режисера Кевіна Сміта.

## Сюжет
Двоє друзів Джей і Боб просто люблять тусуватися в супермаркеті. Саме це місце є для них певним штабом, де можна поспілкуватися з друзями, посваритися та помириться з подругами, обговорити останні новини і просто весело провести час. Але в один момент дівчина Брюса Рене, не змогла терпіти такого ставлення до себе і кидає його. Незабаром, вона знайшла собі нового кавалера Шеннона, який працює в тому ж супермаркеті продавцем з відділу моди. Це сильно зачепило Брюса і він вирішує боротися за свою кохану дівчину. Але зробити це не так легко, йому фактично доведеться розпрощатися з життям гульвіси, стати більш серйозним і відповідальним.

## У ролях
| Актор            | Роль            |
| ---------------- | --------------- |
| Джейсон Лі       | Броді Брюс      |
| Джеремі Лондон   | Ті Ес           |
| Шеннен Догерті   | Рене Мозьє      |
| Клер Форлані     | Бренді Свеннінг |
| Бен Аффлек       | Шеннон Гемілтон |
| Джой Лорен Адамс | Гвен Тернер     |
| Джейсон Мьюз     | Джей            |
| Кевін Сміт       | Мовчазний Боб   |
| Ітан Саплі       | Вільям Блек     |
| Стен Лі          | себе            |
| Майкл Рукер      | Джаред Свеннінг |
| Прісцилла Барнс  | Іванна          |